# Hannes Obermair
Hannes Obermair (Bolzano, 25 agosto 1961) è uno storico italiano di etnia tedesca.

## Biografia
Ha studiato storia, germanistica, letteratura comparata e filosofia alle Università di Innsbruck e di Vienna, conseguendo il dottorato di ricerca nel 1987. Egli è Senior Researcher (Philosopher-in-Residence) presso l'Accademia europea di ricerca transdisciplinare Eurac Research di Bolzano. I suoi ambiti di ricerca prevalenti sono la storia regionale e urbana comparata, la medievistica, la diplomatica, la storia della scritturalità, la storia della storiografia, la storia del fascismo e del nazionalsocialismo nonché temi di Public history; inoltre è curatore d'arte.
Dopo aver frequentato il Liceo dei Francescani di Bolzano e conseguito gli studi universitari, nel 1990 si è diplomato presso l'Archivio di Stato di Bolzano in archivistica, diplomatica e paleografia; ha svolto in seguito alcuni stage presso il Bayerisches Hauptstaatsarchiv di Monaco di Baviera e l'Österreichisches Staatsarchiv di Vienna, entrando nel 1994 di servizio presso la Soprintendenza ai beni artistici, sezione Archivio Provinciale, di Bolzano. Nel 2001 è stato research fellow del Max-Planck-Institut di storia a Gottinga. Dal 2002 al 2017 ha lavorato presso l'amministrazione comunale di Bolzano, dirigendo dal 2009 l'Archivio Storico della Città di Bolzano, realizzando, fra l'altro, il progetto di digitalizzazione BOhisto: Bozen-Bolzano’s History Online. Obermair è stato docente di storia contemporanea presso l'Università di Innsbruck. Inoltre, egli ha svolto incarichi di insegnamento presso l'Università di Trento, l'Università di Warwick, la Konan University di Kōbe e l'Istituto storico italiano per il medio evo. È redattore della rivista storica Geschichte und Region/Storia e regione, di cui era già stato cofondatore nel 1991/92. Inoltre è collaboratore scientifico degli Studi Trentini di scienze storiche, membro del consiglio direttivo della De Statutis Society presso l'Università degli Studi di Bologna nonché dei Comitati scientifici del Centro studi interateneo Notariorum Itinera presso l'Università di Genova, di Ladinia - Sföi culturâl dai ladins dles Dolomites e degli Studi di storia medioevale e di diplomatica, quest'ultimi pubblicati dall'Università degli Studi di Milano.

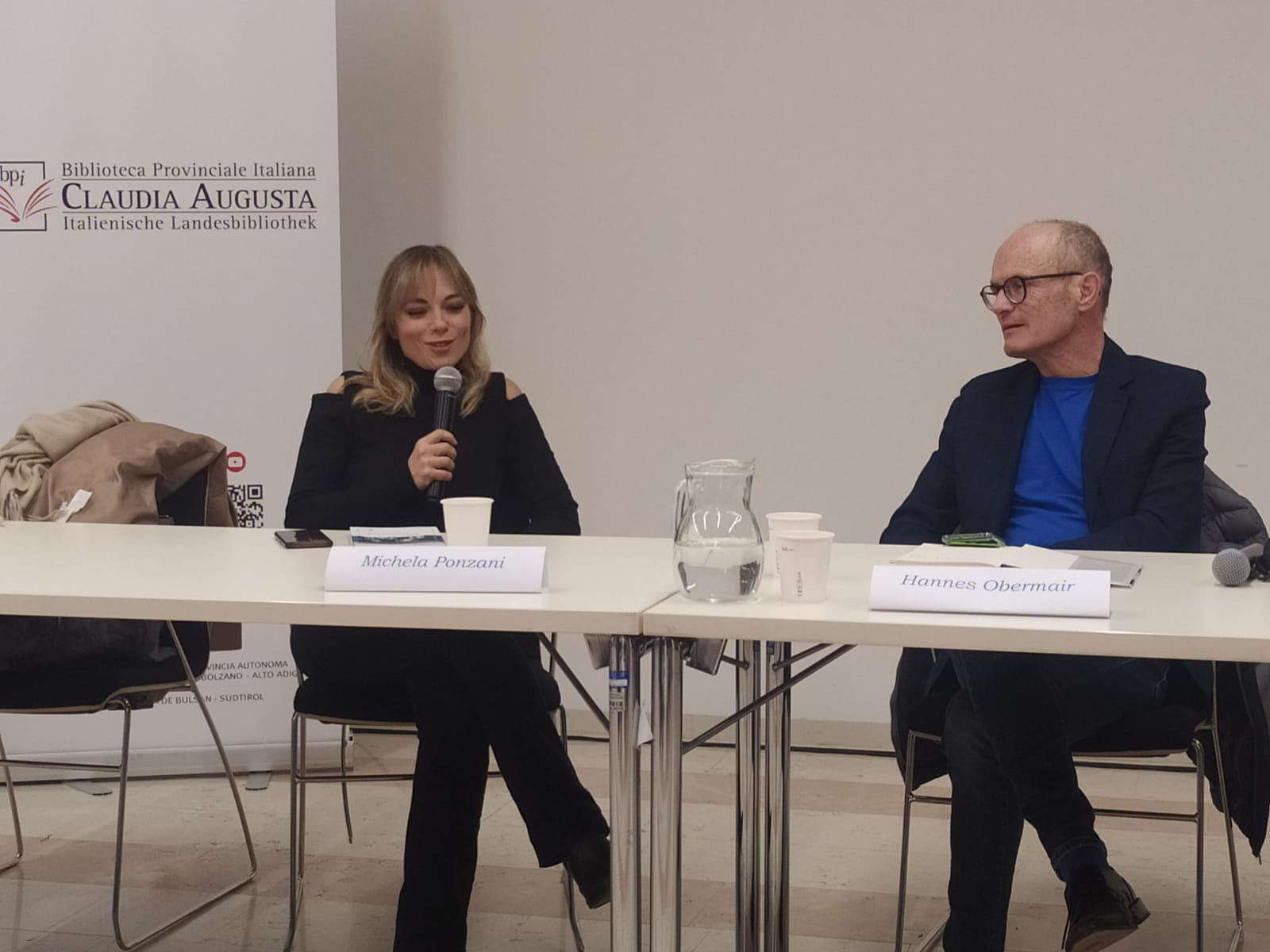
Da destra: Obermair e la collega Michela Ponzani a Bolzano nel 2024.

Obermair è stato membro di una commissione storica congiunta, che nel 2014 ha realizzato, all'interno del contestato Monumento alla Vittoria, il percorso espositivo permanente BZ ’18–’45: un monumento, una città, due dittature, che si è aggiudicato nel 2016 una special commendation nel contesto dell'EMYA - European Museum of the Year Award. Il progetto fece parte di una risignificazione più complessiva delle sedimentazioni del periodo totalitario nazifascista presenti in città e solo tardivamente affrontati in termini di contestualizzazione storica e risemantizzazione simbolica. Sempre a questo proposito, nel 2015 Obermair ha curato, per conto del Comune di Bolzano, la posa di pietre d'inciampo per ricordare le vittime ebraiche dell'Olocausto in città. Inoltre nel 2017 ha contribuito, in modo determinante, alla storicizzazione del monumentale fregio fascista sulla facciata dell'ex Casa del fascio di Bolzano.
Nel contesto della mostra Miti delle dittature - arte nel fascismo e nazionalsocialismo, da lui curata assieme a Carl Kraus presso il Museo di Castel Tirolo nel 2019, ha messo in luce il profondo intreccio e coinvolgimento politico e culturale di molti artisti sudtirolesi con entrambe le dittature, quella fascista e quella nazionalsocialista.
Il podcast prodotto assieme a Ariane Karbe di Berlino nel contesto della mostra «Il mantello etiope» sulla questione coloniale e della restituzione di beni museali appropriati nel contesto della guerra d'Etiopia (allestita da entrambi nel 2021 presso il Museo Villa Freischütz di Merano e dedicata alla memoria di Angelo Del Boca), si è aggiudicato il DigAMus-Award 2021, il più importante premio museografico digitale dell'area tedescofona.
Dal 2010 Obermair è membro direttivo dell'ANPI di Bolzano, di cui ricopre dal 2021 la funzione di vicepresidente regionale.

## Riconoscimenti e onorificenze

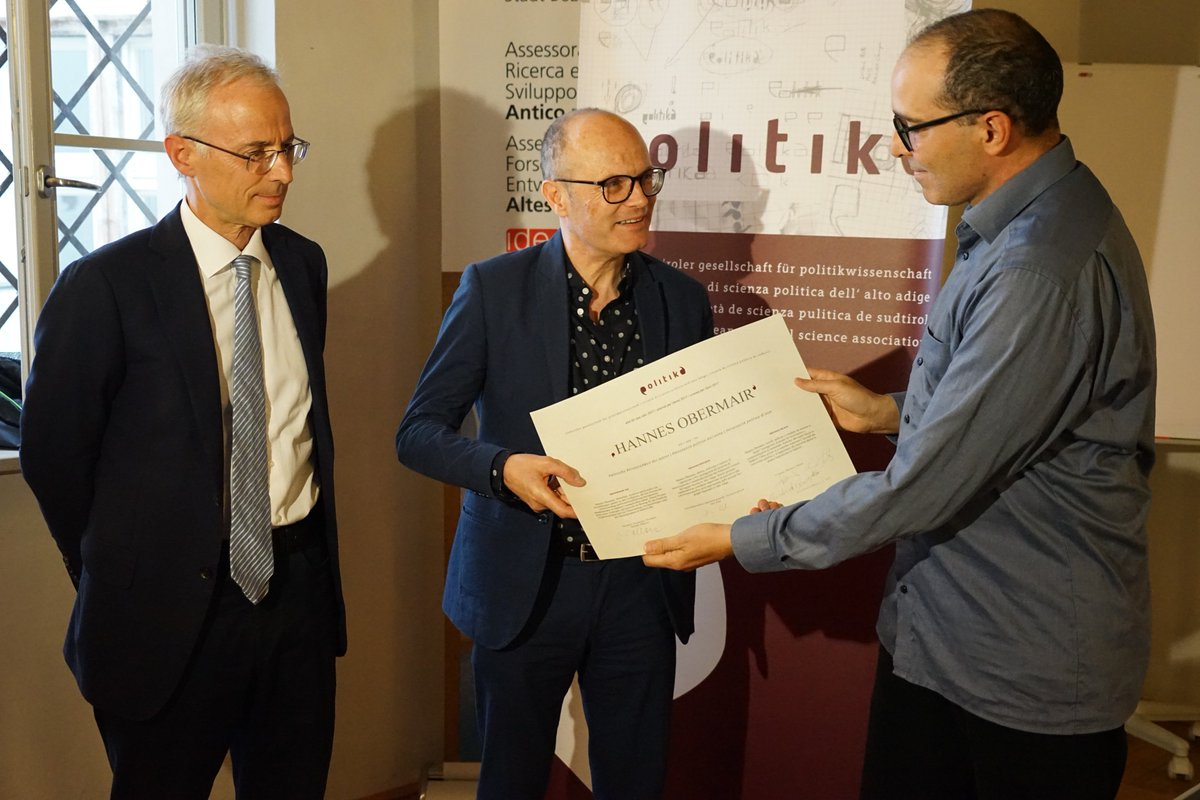
La premiazione «Personalità politica dell'anno» avvenuta nel 2018

Nel maggio del 2018, Politika - Società di Scienza Politica dell'Alto Adige gli ha conferito il pubblico riconoscimento di «PPA – Personalità politica dell'anno», per il 2017, premiando il suo contributo fondamentale per il «processo di storicizzazione e contestualizzazione dei monumenti costruiti dal regime fascista in atto da vari anni in Alto Adige, in particolar modo nella città di Bolzano»; secondo la giuria di Politika «lo storico sudtirolese Hannes Obermair è fra i protagonisti più rilevanti del processo con cui si intende cambiare la percezione dei monumenti fascisti in Alto Adige». Gli è stato inoltre attestato l'impegno costante volto contro «l'uso a volte strumentale della storia parte della propria identità e del proprio ordinamento» in provincia di Bolzano, nonché un collocamento «antinazionalista» di fondo; d'altra parte, per questo suo atteggiamento ritenuto antipatriottico è stato duramente attaccato dagli Schützen sudtirolesi.
Nel 2019, Obermair è stato nominato membro dell'Accademia degli Agiati di Rovereto, e nel 2020 eletto Fellow della Royal Historical Society di Londra (FRHistS).

## Pubblicazioni
- (DE) Blicke von aussen – Blicke von innen. Pater Ambros Trafojer (1891–1974) fotografiert im und ums Kloster Muri-Gries in Bozen, Murensia, 12, Zurigo, Chronos Verlag, 2024, ISBN 978-3-0340-1763-3.[41]
- (DE) con Josef Prackwieser, John S. Stephens, Danger Zones. Eine Untersuchung zu nationalen Minderheiten in Europa, Bolzano, ab – Edizioni Alphabeta Verlag, 2024, ISBN 978-88-7223-428-0.
- con Maurizio Ferrandi, Camicie nere in Alto Adige (1921-1928), Merano, Edizioni Alphabeta Verlag, 2023, ISBN 978-88-7223-419-8.[42]
- (EN, DE, IT) con Harald Pechlaner, Eurac Research – Inventing Science in a Region, Bolzano, Eurac Research – Athesia-Tappeiner, 2022, ISBN 978-88-6839-628-2.[43]
- (DE) con Rainer Wenrich, Josef Kirmeier, Henrike Bäuerlein, Zeitgeschichte im Museum. Das 20. und 21. Jahrhundert ausstellen und vermitteln, Kommunikation, Interaktion und Partizipation, vol. 4, Monaco di Baviera, Bayerische Museumsakademie – kopaed, 2021, ISBN 978-3-96848-020-6.[44]
- (DE, IT) con Leander Moroder, Patrick Rina, Lektüren und Relektüren – Leggere, riflettere e rileggere – Nrescides letereres y letures critiches. Studia Prof. Ulrike Kindl septuagenariae die XVI mensis Oct. anni MMXXI dicata, San Martino in Badia, Istituto Ladino "Micurà de Rü", 2021, ISBN 978-88-8171-141-3.[45]
- (DE, IT) "Grossdeutschland ruft!" Südtiroler NS-Optionspropaganda und völkische Sozialisation – "La Grande Germania chiamaǃ" La propaganda nazionalsocialista sulle Opzioni in Alto Adige e la socializzazione 'völkisch', Castel Tirolo, Museo storico-culturale della Provincia di Bolzano, 2020, ISBN 978-88-95523-35-4. - 2ª ediz. ampliata, 2021, ISBN 978-88-95523-36-1.
- (DE, IT) con Ulrike Kindl, Die Zeit dazwischen. Südtirol 1918-1922: Vom Ende des Weltkrieges bis zum faschistischen Regime – Il tempo sospeso. L'Alto Adige nel periodo tra la fine della Grande Guerra e l'ascesa del fascismo (1918-1922), Merano, Edizioni Alphabeta Verlag, 2020, ISBN 978-88-7223-365-8.
- (DE, IT) con Fabrizio Miori, Maurizio Pacchiani, Lavori in Corso – Die Bozner Freiheitsstraße, Bolzano, La Fabbrica del Tempo – Die Zeitfabrik, 2020, ISBN 978-88-943205-2-7.
- (DE, IT) con Carl Kraus, Mythen der Diktaturen. Kunst in Faschismus und Nationalsozialismus – Miti delle dittature. Arte nel fascismo e nazionalsocialismo, Castel Tirolo, Museo storico-culturale della Provincia di Bolzano, 2019, ISBN 978-88-95523-16-3.
- (EN) con Georg Grote, A Land on the Threshold. South Tyrolean Transformations, 1915–2015, Oxford-Bern-Berlin-Bruxelles-Frankfurt am Main-New York-Wien, Peter Lang, 2017, ISBN 978-3-0343-2240-9.[46]
- (DE, IT) con Andrea Bonoldi, Verkehr und Infrastruktur – Trasporto e infrastrutture, Geschichte und Region/Storia e regione, 25/2, Innsbruck-Vienna-Bolzano, StudienVerlag, 2016, ISBN 978-3-7065-5556-2.
- (DE)  (con Sabrina Michielli) BZ ’18–’45: ein Denkmal, eine Stadt, zwei Diktaturen. Begleitband zur Dokumentations-Ausstellung im Bozener Siegesdenkmal, Vienna-Bolzano, Folio Verlag, 2016, ISBN 978-3-85256-713-6.
- (DE, IT) Ländliche Ökonomien – Economie rurali, Geschichte und Region/Storia e regione, 24/1, Innsbruck-Vienna-Bolzano, StudienVerlag, 2015, ISBN 978-3-7065-5459-6.
- (EN) con Marco Bellabarba e Hitomi Sato, Communities and Conflicts in the Alps from the Late Middle Ages to Early Modernity, Contributi/Beiträge, 30, Bologna-Berlino, Il Mulino – Duncker & Humblot, 2015, ISBN 978-88-15-25383-5.[47]
- (DE, IT) con Sabrina Michielli, Erinnerungskulturen des 20. Jahrhunderts im Vergleich – Culture della memoria del Novecento a confronto, Hefte zur Bozner Stadtgeschichte – Quaderni di storia cittadina, 7, Bolzano, Città di Bolzano, 2014, ISBN 978-88-907060-9-7.
- (DE, IT) con Georg Grote e Günther Rautz, "Un mondo senza stati è un mondo senza guerre". Politisch motivierte Gewalt im regionalen Kontext, Eurac book, 60, Bolzano, Eurac.research, 2013, ISBN 978-88-88906-82-9.
- (DE, IT) con Stephanie Risse e Carlo Romeo, Regionale Zivilgesellschaft in Bewegung – Cittadini innanzi tutto. Festschrift für / Scritti in onore di Hans Heiss, Eurac book, 60, Vienna-Bolzano, Eurac.research, 2012, ISBN 978-3-85256-618-4.
- (DE, IT) con Giorgio Mezzalira, Faschismus an den Grenzen – Fascismo ai confini, Geschichte und Region/Storia e regione, 20/1, Innsbruck-Vienna-Bolzano, StudienVerlag, 2012, ISBN 978-3-7065-5069-7.
- (DE) con Volker Stamm, Zur Ökonomie einer ländlichen Pfarrgemeinde im Spätmittelalter. Das Rechnungsbuch der Marienpfarrkirche Gries (Bozen) von 1422 bis 1440, Veröffentlichungen des Südtiroler Landesarchivs, 33, Bolzano, Editrice Athesia, 2011, ISBN 978-88-8266-381-0.[48]
- (DE) Bozen/Bolzano 1850–1950, Archivbilder, Erfurt, Sutton, 2009, ISBN 978-3-86680-489-0. - 2ª ediz. 2010, 4ª ediz. 2015.
- (DE)  (con Martin Bitschnau) Tiroler Urkundenbuch, Sez. II: Die Urkunden zur Geschichte des Inn-, Eisack- und Pustertals, 2 voll., Innsbruck, Universitätsverlag Wagner, 2009–2012, ISBN 978-3-7030-0469-8 e ISBN 978-3-7030-0485-8.[49]
- (DE, IT) Bozen Süd – Bolzano Nord. Schriftlichkeit und urkundliche Überlieferung der Stadt Bozen bis 1500 – Scritturalità e documentazione archivistica della Città di Bolzano fino al 1500, vol. 1, Regesten der kommunalen Bestände 1210–1400, Bolzano, Comune di Bolzano, 2005, ISBN 88-901870-0-X.[50]
- (DE, IT) Bozen Süd – Bolzano Nord. Schriftlichkeit und urkundliche Überlieferung der Stadt Bozen bis 1500 – Scritturalità e documentazione archivistica della Città di Bolzano fino al 1500, vol. 2, Regesten der kommunalen Bestände 1401–1500, Bolzano, Comune di Bolzano, 2008, ISBN 978-88-901870-1-8.[51]
- (DE, IT) con Carlo Romeo, Vor Gericht – Giustizie, Geschichte und Region/Storia e regione, 16/1, Innsbruck-Vienna-Bolzano, StudienVerlag, 2007.
- (DE, IT, EN) con Hans Karl Peterlini, Universitas est. Essays und Dokumente zur Bildungsgeschichte in Tirol/Südtirol – Saggi e documenti sulla storia della formazione in Tirolo/Alto Adige – Essays and documents on the history of education in Tyrol/South-Tyrol, 1 & 2, Bolzano, University Press & Edition Raetia, 2008, ISBN 978-88-7283-316-2.
- (DE, IT) con Klaus Brandstätter e Emanuele Curzel, Dom- und Kollegiatstifte in der Region Tirol-Südtirol-Trentino in Mittelalter und Neuzeit - Collegialità ecclesiastica nella regione trentino-tirolese dal medioevo all’età moderna, Schlern-Schriften, 329, Innsbruck, Universitätsverlag Wagner, 2006, ISBN 3-7030-0403-7.[52]
- (DE, IT) con Andrea Bonoldi, Tra Roma e Bolzano. Nazione e provincia nel ventennio fascista – Zwischen Rom und Bozen. Staat und Provinz im italienischen Faschismus, Bolzano, Città di Bolzano, 2006, ISBN 88-901870-9-3.[53]
- (DE, IT) con Giuseppe Albertoni, Schrift Stadt Region – scrittura città territorio, Geschichte und Region/Storia e regione, 15/1, Innsbruck-Vienna-Bolzano, StudienVerlag, 2006.
- (DE, IT) Helmut Flachenecker e Hans Heiss, Stadt und Hochstift: Brixen, Bruneck und Klausen bis zur Säkularisation 1803 – Città e principato: Bressanone, Brunico e Chiusa fino alla secolarizzazione 1803, Veröffentlichungen des Südtiroler Landesarchivs, 12, Bolzano, Verlagsanstalt Athesia, 2000, ISBN 88-8266-084-2.[54]
- (DE) Die Urkunden des Dekanatsarchives Neumarkt (Südtirol) 1297–1841, Schlern-Schriften, 289, Innsbruck, Universitätsverlag Wagner, 1993, ISBN 978-3-7030-0261-8.[55]